# Такахаси Корэкиё
Такахаси Корэкиё (яп. 高橋 是清, 27 июля 1854, Эдо, Япония — 26 февраля 1936, Токио, Япония) — японский финансовый эксперт и государственный деятель, председатель партии Риккэн Сэйюкай (1921—1925), премьер-министр Японии, возглавлявший 20-е правительство (1921—1922). Благодаря своим аналитическим способностям пять раз занимал должность министра финансов.

## Биография

### Ранние годы. Банковская карьера
Был незаконнорожденным сыном придворного художника, проживавшего в замке Эдо.Был усыновлен как сын Такахаси Какудзи, низшего самурая на службе рода Датэ княжества Сэндай.
Изучал английский язык и американскую культуру в частной школе Джеймса Хепбёрна в Йокогаме. Затем вместе с сыном Кацу Кайсю он отправился для получения образования за границу — в Лондон, а с 1867 г. — в США. По возвращении в Японию в 1868 г. преподавал английский язык. В 1875 г. получил назначение на должность директора школы под названием Кёрицу гакко (Kyōritsu gakkō), впоследствии средней школы Кайсэй в Осаке. Работал в Министерстве образования, а затем в Министерстве сельского хозяйства и торговли. После создания Патентного ведомства в качестве подразделения Министерства сельского хозяйства был назначен его главным исполнительным директором. В 1890 г. он ушёл в отставку с этой должности и отправился в Перу на разработку серебряного рудника, где стал жертвой обмана немецкого мошенника.
После возвращения в Японию в 1892 г. служил в Банке Японии, в 1898 г. был утвержден вице-президентом. В 1904 г. был направлен в США и Великобританию для закупки иностранных облигаций, где познакомился с Максом Варбургом. Во время и после Русско-японской войны (1904—1905) привлекал иностранные займы, которые имели решающее значение для военных действий Японии. Лично встречался с американским финансистом Джейкобом Шиффом, разместившим половину японских займов в США. Также привлек займы от семьи Ротшильд в Великобритании.
В 1906 г. был назначен президентом банка Yokohama Specie Bank. С 1911 по 1913 г. возглавлял Национальный банк Японии.

### Государственный деятель
В 1913 г. вступил в партию «Сейюкай». После убийства Хары Такаси в 1921 г. возглавил партию и правительство страны. Оставался лидером «Сейюкай» до 1925 г. В то же время проявилась его политическая слабость: неспособность контролировать фракции в своей партии и отсутствие у него поддержки в партии. Виконт, депутат палаты советников (1905—1924) и палаты представителей (1924—1936) парламента Японии.
Неоднократно входил в состав японского правительства:
- 1913—1914 и 1918—1922 гг. — министр финансов,
- 1921—1922 гг. — премьер-министр Японии,
- 1924—1925 гг. — министр сельского хозяйства и торговли,
- февраль 1925 г. — министр юстиции,
- апрель 1925 г. — министр торговли и промышленности, одновременно министр сельского и лесного хозяйства.

### Оценка экономико-политического курса
В апреле-июне 1927 и 1931—1934 гг. — министр финансов, а затем после непродолжительного перерыва с ноября 1934 г. до конца жизни — министр финансов Японии. Для вывода Японии из Великой депрессии отказался от золотого стандарта в декабре 1931 г. и проводил по сути кейнсианскую политику дефицитного финансирования государственных расходов ещё до публикации Дж. М. Кейнсом его книги Общая теория занятости, процента и денег. Снизил учётную ставку примерно до трети от её первоначальной стоимости (с 1932 по 1936 г.) и установил, что необеспеченные векселя выпускаются в больших количествах для девальвации иены и увеличения экспорта. Эта операция считается одним из самых ярких и удачных сочетаний финансовой, денежно-кредитной и валютной политики XX века. При этом инициированное им увеличение доли государственных расходов в общественном продукте до 38 % ВВП не отвечало требованиям милитаристов. Также осознал возможности, которые открывают дефицитные расходы при гибких обменных курсах.
В то же время политически влиятельная военная элита империи доминировала при формировании военного бюджета, который увеличимся в несколько раз. Военные выступали за централизованную плановую экономику, адаптированную к потребностям вооружённых сил. Они объясняли экономический подъём развитием Маньчжурии, которая была оккупирована японцами в 1931 г. В ответ Такахаси обвинил военных в том, что, отвергая рыночные механизмы, они игнорируют реальную основу роста военной экономики. Его финансовая политика, предусматривающая сокращение военных расходов, привела к наличию у него множества врагов в армии.
Во внешней политике он выступал за сотрудничество с Западом и прекращение дестабилизации Китая. Предлагая союз с Китайской Республикой против Советского Союза, он выступил против военной стратегии. Также был сторонником сокращения расходов на вооружение. Реформы привели к оживлению городской экономики. Однако доходы и уровень жизни в сельской местности остались на низком уровне.
В мае 1932 г. исполнял обязанности премьер-министра. За свой внешний вид получил прозвище «министр-колобок».
Убит на посту министра финансов организаторами путча 26 февраля 1936 года у себя дома, в токийском квартале Акасака.

## Награды и звания
Барон (23 сентября 1907), виконт (7 сентября 1920).
Японские:
- Большая лента ордена Священного сокровища (1906)
- Большая лента ордена Восходящего солнца (1920)
- Большая лента ордена Цветов павловнии (1927)
- Большая лента Высшего ордена Хризантемы (1936, посмертно)

Иностранные:
Большой крест французского ордена Почётного легиона (1924)

## Память
Его портрет появился на банкноте номиналом 50 иен, выпущенной Банком Японии в 1951 г. Это единственный прецедент, когда бывший президент Банка Японии появился на одной из банкнот Японии.
Токийская резиденция бывшего премьера теперь является «Мемориальным парком Такахаси Корекиё» в районе Минато, Акасака. Однако часть здания отдана Архитектурному музею под открытым небом Эдо-Токио в токийском парке Коган.
Бен Бернанке, председатель Федеральной резервной системы США, охарактеризовал Такахаси как человека, «блестяще спасшего Японию от Великой депрессии», а премьер-министр Японии Синдзо Абэ — вдохновителем его политики в области абэномики. В то же время президент Банка Японии Масааки Сиракава оценил политику Такахаси по поддержке правительства центральным банком как «горький опыт», а в 1982 г. Банк Японии назвал его действия в период депрессии как «самую большую ошибку банка за его 100-летнюю историю».